# Zaouiet Djedidi
Zaouiet Djedidi o Zaouiet Jedidi (àrab: زاوية الجديدي, Zāwiyat al-Jadīdī) és un poble tunisià de la governació de Nabeul, dins de la delegació de Béni Khalled. La municipalitat s'estén per una superfície d'unes 2.000 hectàres amb una població de 7.862 habitant el 2014.

## Etimologia
El nom del poble prové d'una zàuiya dedicada al marabut Sidi Ali Djedidi, la tomba del qual està situada a l'entrada del poble antic.

## Economia
La seva principal activitat econòmica és l'agricultura, especialment el cultiu de cítrics.

## Administració
Forma una municipalitat o baladiyya, amb codi geogràfic 15 31 (ISO 3166-2:TN-12). La municipalitat fou creada el 23 d'abril de 1985.
Al mateix temps, constitueix un sector o imada, amb codi 15 63 53, de la delegació o mutamadiyya de Beni Khalled (15 63).